# Ernst Johann von Biron
Ernst Johann von Biron (23 de novembre de 1690 - 29 de desembre de 1772) va ser  duc de Curlàndia i Semigàlia i regent de l'Imperi Rus.